# Euronet
Euronet est un réseau informatique public européen, de type similaire à celui appelé Transpac en France, basé sur la norme X.25, utilisé entre banques de données scientifiques, mis en place à la fin des années 1970, qui a pris le relais du réseau" European Informatics Network (EIN), lancé lui en 1971, avec des choix techniques très différents, EIN ayant installé la technologie du datagramme en Europe et Euronet revenant à la commutation de circuits.

## Le réseau EIN ou "Cost 11" de 1971
La France est "très active dans la définition du réseau" European Informatics Network (EIN) "tant sur le plan technique qu’industriel", dans le cadre plus général d'une active politique d'innovation de  Maurice Allègre, à la tête de la Délégation générale à l'informatique.
Une réflexion à l'échelle européenne est engagée au milieu des années 1960, car "la CEE estime que le rythme de développement technologique est trop lent" face à "la vive progression de la concurrence américaine et japonaise". Pierre Aigrain, ministre français, préside la commission chargée de la coopération scientifique et technique à la Communauté européenne, au sein de laquelle est créé un groupe de travail chargé d'examiner "les possibilités d’une coopération technologique européenne dans sept principaux secteurs d’activités", le septième étant l’informatique et les télécoms" Dans la foulée un comité Cost (Coopération scientifique et technique) est créé en octobre 1970 par le Conseil européen.
Le réseau European Informatics Network qui en découle sera ainsi parfois appelé "Cost 11" car consacré à la téléinformatique. Il est adopté le 23 novembre 1971 par huit gouvernements européens (France, Italie, Yougoslavie, Norvège, Portugal, Suisse, Suède, Grande-Bretagne, rejoints par les Pays-Bas en août 1974) et de la Communauté européenne de l’énergie atomique. Derek Barber du National Physical Laboratory (NPL) dirige le projet. France, Italie, Suisse et Grande-Bretagne ont accepté l’installation d’un centre de commutation de messages et le raccordement d’un ordinateur. Mais il n'y a pas encore de "fonds gérés en commun", selon Claude Labarrère et cela commence par une "auberge espagnole où un certain nombre de pays s’associaient" avec des participants en désaccord sur les choix techniques, certains veulent la commutation de circuits d'autres de paquets, et c'est le second choix qui est fait, poussé par l’IRIA française ou encore le National Physical Laboratory britannique, qui ont respectivement lancé le réseau Cyclades et le Réseau du NPL, d'où est issu Derek Barber,du National Physical Laboratory, qui a délégué aussi Roger Scantlebury, même si les Britanniques ont par ailleurs mis en avant une solution proche d'un autre réseau, expérimenté lui par le British Post Office, proche de la technologie d’EPSS (Experimental Packet Switching System),? qui sera déployé en 1976.
Selon l'historienne Valérie Schafer, le projet Cost 11 entre, à l’été 1973, dans "une phase active" avec "à titre d’expérience préliminaire", un raccordement entre les réseaux du NPL et de l’IRIA, puis en janvier 1974 un appel d’offres, gagné début juillet 1974 par le Mitra 15 comme routeur, le logiciel étant réalisé par un consortium unissant l'anglaise Logica à la française Sesa. Les spécifications finales sont ainsi très proches de celles du réseau Cyclades de Louis Pouzin, qui observe ensuite que "toutes les offres remises par les industriels proposent le Mitra 15" comme routeur.
Le centralien Michel Gien est "promu responsable technique des relations entre le réseau Cyclades et EIN", et fait la promotion des datagrammes et de Cigale, nouveau nom du réseau "Mitranet" de Cyclades. Peu après, il accompagnera Louis Pouzin et Hubert Zimmermann, les responsables de réseau Cyclades, lors de leurs travaux au sein de l'IFIP et de l'International Network Working Group (INWG).
Davies, Scantlebury et Barber sont membres du Groupe de travail international sur les réseaux (International Networking Working Group, INWG) qui propose une norme pour l'interconnexion des réseaux,,. Derek Barber est nommé directeur du projet européen COST 11, le futur Réseau informatique européen (European Informatics Network). Scantlebury en supervise le déploiement technique depuis le Royaume-Uni,,.

## Le réseau Euronet de 1979
Le réseau Euronet a ouvert en 1979, il est commandité par Bruxelles, avec pour objectif initial l'accès aux bases de données scientifiques et techniques des pays membres. La "solution technique retenue est identique à celle de Transpac", le réseau français. La réalisation et l'exploitation sont confiées aux PTT des pays de la CEE".
Le délégué suisse souhaite un futur réseau public inter-ordinateurs s' inspirant du système EIN de 1971, toujours en place, mais, sur fond de tensions entre monde de l’informatique et des télécoms, certains membres de la Conférence européenne des administrations des postes et télécommunications (CEPT) s'opposent au projet EIN avant qu'il ne soit terminé.
Dès le 18 avril 1975, une lettre de la CEPT à E. Pirkmajer, président d'EIN, l'avertit qu'il doit rester une "phase d’expérimentation de cinq ans", certes intéressante, mais dont l’achèvement doit normalement intervenir en février 1978". Euronet, un second projet, différent, est alors lancé au niveau européen, peu après la proposition d'un nouveau projet Cost en téléinformatique, présentée par le comité de gestion EIN. Ce projet Euronet découle lui d'une décision prise le 18 mars 1975 par le Conseil des ministres des Communautés Européennes.
En France, le monde des télécoms développe alors Transpac, connu ensuite pour le minitel, reposant sur les circuits virtuels, ouvert au public fin 1978, et à l’échelle européenne propose l'avis X.25 au CCITT (Comité consultatif international télégraphique et téléphonique), soutenu par les Anglais et les Français, puis adopté en 1976.
Alors que le projet EIN avait "plutôt fait une place prépondérante aux chercheurs du monde informatique", les PTT des pays membres "réclament que leur place stratégique" dans les transmissions de données, "soit prise en compte" et donc leur choix techniques retenus dans Euronet. Jean-Pierre Ayrault, chargé des relations internationales à l’IRIA, observe alors que les administrations françaises et les anglaises des télécommunications sont les principaux « activistes » dans le nouveau projet. Le ministère de l’Industrie anglais a beau être toujours très favorable à continuer avec Cost 11, le British Post Office y reste opposé. La "fracture" européenne entre les deux réseaux "reproduit à l’échelle européenne celle que la France connaît entre Cyclades et Transpac", le monde des télécoms européen s'éloignant du monde de l’informatique au moment ou aux USA, le logiciel Unix, donné par AT&T poursuivie par la justice en vertu de la loi antitrust, permet au contraire un rapprochement via le protocole TCP-IP.
La question de l'éventuelle convergence entre Ein et Euronet est réglée elle aussi en faveur des circuits virtuels: l’accès à Euronet se fait via Transpac. Il ne devient possible d'interconnecter EIN et Euronet, qui est la voie officielle vers les bases de données publiques, que grâce au concept EMU-3 développé par le centre de recherche Bell-Northern et Trans-Canada Telephone System Companies, mais X25 "marque de fait le déclin d’EIN", selon l'historienne Valérie Schafer.
Selon une interprétation très différente, la fin des années 1970 voit une compétition entre les tenants du protocole TCP/IP et ceux d'autres solutions: le modèle en couches ISO/OSI sur fond de "dissensions franco-britanniques" liées selon l'ingénieur Gérard Le Lann au "différend" entre EIN et Euronet, qui selon lui ont permis à l'armée américaine, au début de l'ère Ronald Reagan de prendre de vitesse le modèle OSI, en pesant "de tout son poids pour généraliser l’adoption de TCP/IP et d’Internet".
Le 1er janvier 1983, Jour du drapeau  aux États-Unis, tous les sites d'Arpanet et des réseaux "à la Arpanet" remplacèrent NCP par TCP/IP, mais la voie ainsi ouverte au Web mettra encore plus d'une décennie avant qu'il n'augmente significativement son audience.
Euronet a été "progressivement remplacé par l'interconnexion directe des réseaux publics à commutation de paquets des différents pays européens".